# العلاقات السويدية النرويجية
العلاقات السويدية النرويجية هي العلاقات الثنائية بين السويد والنرويج. للبلدان تاريخ طويل مشترك. فكلاهما كان جزء من اتحاد كالمار من عام 1397 حتى عام 1523. أقام البلدان علاقات دبلوماسية عام 1905، بعد حل الاتحاد بينهما عام 1905.
للسويد سفارة في أوسلو ومجموعة من قنصليات يبلغ عددها 14 قنصلية في أوليسوند وآرندال وبرغن وبودو وهامار وهامرفست شيركنيس وماندال وموس ونارفيك وبورشغرون وستافانغر وترومسو وتروندهايم. وللنرويج سفارة في ستوكهولم وثلاث قنصليات في غوتنبرغ ومالمو وسوندسفال.
تتمتع كلا الدولتان بعضوية كاملة في مجلس أوروبا والمجلس الشمالي. يوجد حوالي 44,773 سويدي يعيش في النرويج وحوالي 18,000 نرويجي يعيش في السويد.

## الحدود الدولية
لا يحتاج عبور الحدود السويدية-النرويجية إلى جواز سفر تبعاً للاتحاد الشمالي لجوازات السفر، كما لا يوجد حواجز حدودية ملموسة بين البلدين. ولكن يجب دفع رسوم جمركية إذا ما تم السفر عبر السيارة، وذلك بهدف منع التهريب كون النرويج ليست عضو في الاتحاد الأوروبي. لا يُسمح للمواطنين الأجانب ممن يحتاجون لتأشيرة لإحدى الدولتين بعبور الحدود قانونياً دون التقدم بطلب للحصول على تأشيرة مجدداً. لا توجد قيود على حقوق الشعبين النرويجي والسويدي من غير المدانين بجرم ما للعيش في البلدان المجاورة.

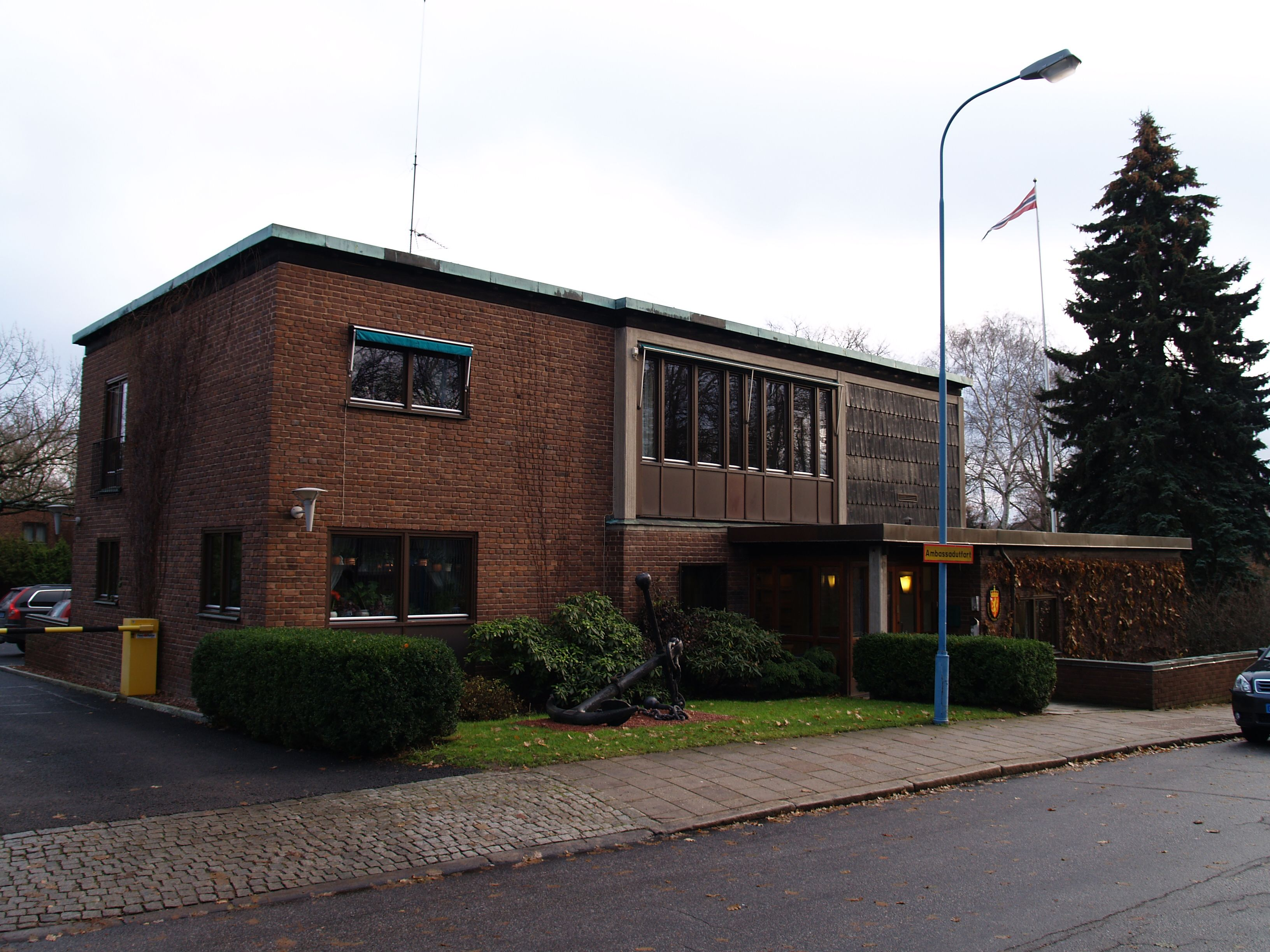
سفارة النرويج في ستوكهولم
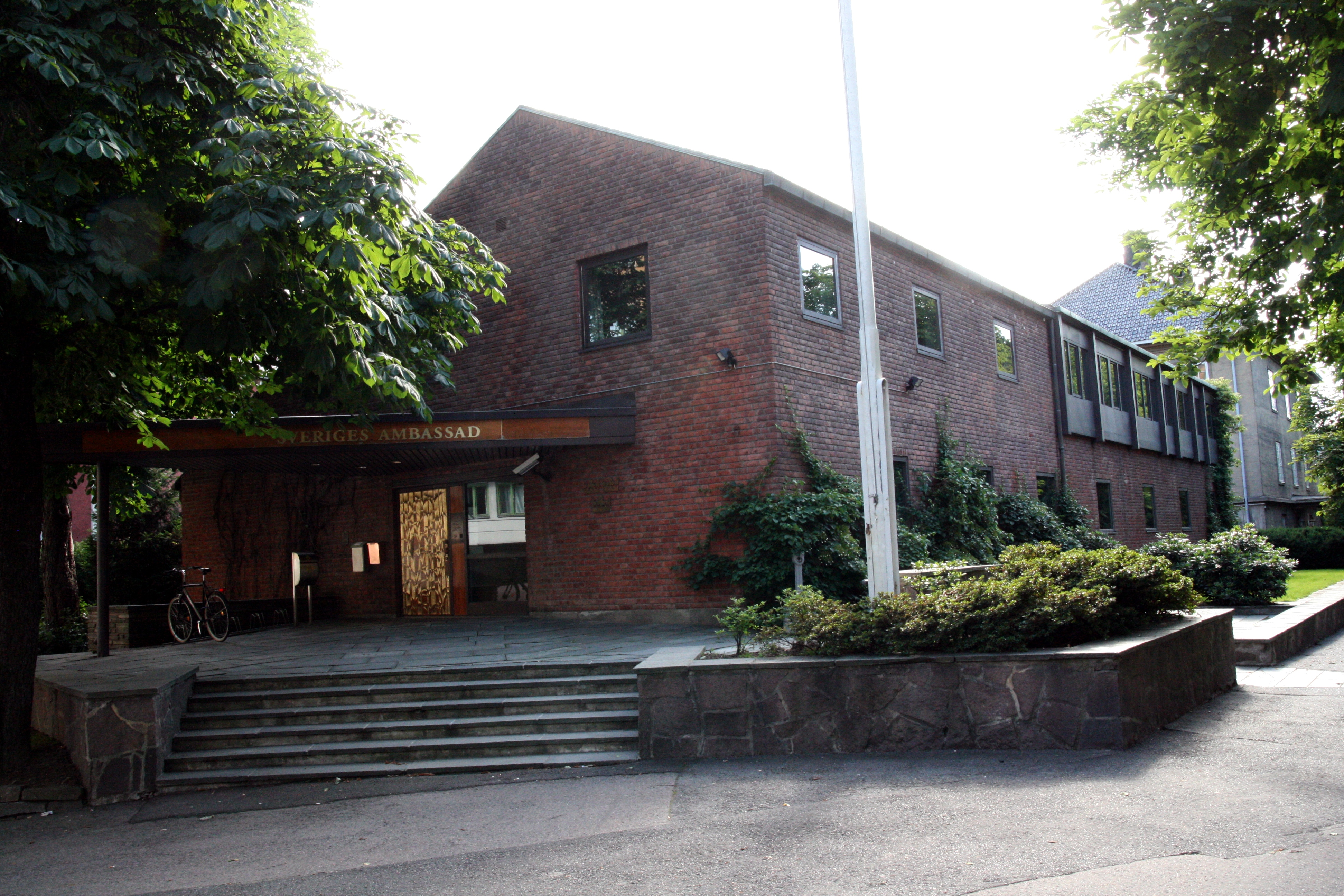
سفارة السويد في أوسلو